# Marian Urbaniec
Marian Urbaniec (ur. 21 sierpnia 1922 w Jaworznie, zm. 3 czerwca 2010) – polski kolejarz, poseł na Sejm PRL IV i V kadencji.

## Życiorys
Ukończył siedem klas szkoły powszechnej w Suchej Beskidzkiej, a następnie szkołę zawodową w Kalwarii Zebrzydowskiej, uzyskując wykształcenie zasadnicze zawodowe. Podczas okupacji wywieziono go do niemieckich wówczas Bogucic, gdzie był pracownikiem parowozowni, naprawiając lokomotywy i uzyskując kwalifikacje maszynisty. Po wojnie powrócił do Suchej Beskidzkiej, zostając maszynistą na kolei. Od 1945 należał do Polskiej Partii Socjalistycznej, z którą w 1948 przystąpił do Polskiej Zjednoczonej Partii Robotniczej. Zasiadał w egzekutywie organizacji partyjnej przy stacji Sucha Beskidzka. Pełnił także funkcje sekretarza podstawowej organizacji partyjnej, instruktora Komitetu Powiatowego PZPR w Suchej Beskidzkiej oraz zastępcy przewodniczącego Rady Zakładowej przy parowozowni. W 1965 i 1969 uzyskiwał mandat posła na Sejm PRL w okręgu Wadowice. Przez dwie kadencje zasiadał w Komisji Komunikacji i Łączności.
Został pochowany na cmentarzu parafialnym w Suchej Beskidzkiej.

## Odznaczenia
- Złoty Krzyż Zasługi
- Medal za Długoletnie Pożycie Małżeńskie (1996)[2]
- Odznaka 1000-lecia Państwa Polskiego (1966)[3]